# Mind the Bright Lights
Mind the Bright Lights – piosenka druga z kolei i drugi singel z płyty Smolik / Kev Fox, wydany w październiku 2015 przez Kayax.

## Notowania
- Lista Przebojów Radia Merkury: 18[2]
- Lista Przebojów Trójki: 16[3]
- Uwuemka: 28[4]